# Volcano (Satyricon-album)
 For alternative betydninger, se Volcano. (Se også artikler, som begynder med Volcano)
Volcano er et album fra det norske black metal-band Satyricon. Albummet er en af bandets mest succesfulde udgivelser, og har vundet flere priser deriblandt en norsk Grammy for "Bedste metalalbum", en Alarmpris til "Fuel For Hatred" i kategorien "Årets sang", såvel som Alarmprisen for "Årets metalalbum" og The Oslo Awards for "Best Overall Album".

## Spor
1. "With Ravenous Hunger" – 6:40
2. "Angstridden" – 6:23
3. "Fuel for Hatred" – 3:53
4. "Suffering the Tyrants" – 5:08
5. "Possessed" – 5:21
6. "Repined Bastard Nation" – 5:44
7. "Mental Mercury" – 6:53
8. "Black Lava" – 14:29
9. "Live Through Me" – 4:47 (bonusspor på lp)
10. "Existential Fear-questions" – 5:34 (bonusspor på lp)